# Livio Pepino
Livio Pepino (Caramagna Piemonte, 12 dicembre 1944) è un magistrato italiano.

## Biografia
Magistrato dal 1970 al 2010. Ha svolto le funzioni prevalentemente  a Torino dove è stato pretore, sostituto presso la Procura della Repubblica, giudice minorile e sostituto procuratore generale. Dal 2002 ha svolto funzioni di consigliere presso la Corte di cassazione. Dal 2006 al 2010 è stato componente del Consiglio Superiore della Magistratura, l'organo di governo autonomo dei giudici e pubblici ministeri. Ha lasciato la magistratura per scelta, prima del raggiungimento dei limiti di età, nel novembre del 2010.
Esponente di spicco della magistratura progressista sin dagli anni Settanta è stato segretario nazionale e presidente di Magistratura democratica (rispettivamente dal 1991 al 1996 e dal 1998 al 2005). Numerosi i suoi contributi alla elaborazione teorica di Magistratura democratica soprattutto sulla Rivista Questione Giustizia di cui è stato condirettore dalla fondazione e direttore dal 1997 al 2012, allorché si è dimesso denunciando la difficoltà della Rivista di mantenere la tradizionale "linea critica sulla realtà del Paese, del diritto, della magistratura in conseguenza del mutare della collocazione di Magistratura democratica (che della Rivista è non solo l'azionista di riferimento ma, storicamente e culturalmente, l'anima) sempre più attenta  alle dinamiche interne alla corporazione e preoccupata delle ricadute dei propri interventi sugli equilibri politici".
È tuttora presidente dell'Associazione Studi giuridici Giuseppe Borré. Dopo aver lasciato la magistratura ha assunto la direzione delle Edizioni Gruppo Abele (realtà con cui ha iniziato a collaborare continuamente sin dagli anni Novanta) e, soprattutto, si è dedicato allo studio e alla sperimentazione di pratiche di democrazia dal basso e di difesa dell'ambiente e della società dalle grandi opere.
Coerentemente con tale obiettivo è impegnato, con articoli e interventi pubblici, nella opposizione alla Nuova linea ferroviaria Torino-Lione entrando spesso in collisione con l'establishment politico e giudiziario torinese. Ha contribuito a fondare il Controsservatorio Valsusa, di cui è presidente, e in tale veste ha sostenuto l'accusa nel procedimento avanti al Tribunale permanente dei popoli conclusosi con sentenza del novembre 2015, che ha dichiarato l'esistenza, nell'attività di progettazione e realizzazione della Torino-Lione, di gravi violazioni dei diritti fondamentali della comunità valsusina e ha rivolto al Governo italiano l'invito a sospendere i lavori e ad aprire un dialogo con la popolazione e le istituzioni locali.

### Attività pubblicistica
Editoriali ed articoli sulla Rivista Questione Giustizia (di cui è stato condirettore dalla fondazione e direttore dal 1997 al 2012). Direttore delle Edizioni del Gruppo Abele. Scrive su numerosi quotidiani e riviste e collabora stabilmente con Il Manifesto

## Opere
- Mafia, 'ndrangheta & camorra. Analisi politica e intervento giudiziario, a cura di e con Giuseppe Borrè, Milano, Franco Angeli, 1983.
- Droga, tossicodipendenza, legge. Riflessioni in Magistratura democratica, a cura di, Milano, Franco Angeli, 1989. ISBN 88-204-3360-5.
- Droga e legge. Tossicodipendenza, prevenzione e repressione, Milano, Franco Angeli, 1991. ISBN 88-204-6815-8.
- La riforma del diritto penale. Garanzie ed effettività delle tecniche di tutela, Milano, Franco Angeli, 1993. ISBN 88-204-7724-6.
- Democrazia in crisi e senso della giurisdizione, a cura di e con Nello Rossi, Milano, Franco Angeli, 1993. ISBN 88-204-8065-4.
- Droga. Le alternative possibili. Analisi, esperienze e proposte per nuove politiche, a cura di e con Massimo Campedelli, Torino, Edizioni Gruppo Abele, 1997. ISBN 88-7670-272-5.
- Autogoverno o controllo della magistratura? Il modello italiano di Consiglio superiore, con Edmondo Bruti Liberati, Milano, Feltrinelli, 1998. ISBN 88-07-10244-7.
- La giustizia del quotidiano, a cura di e con Marco Bouchard, Torino, Edizioni Gruppo Abele, 1999. ISBN 88-7670-335-7.
- Giustizia e referendum. Separazione delle carriere, Csm, incarichi extragiudiziari, con Edmondo Bruti Liberati, Roma, Donzelli, 2000. ISBN 88-7989-552-4.
- Primo: non nuocere. Politiche e pratiche per la riduzione del danno, Torino, Edizioni Gruppo Abele, 2000. ISBN 88-7670-392-6.
- L'eresia di Magistratura democratica. Viaggio negli scritti di Giuseppe Borrè, Milano, Franco Angeli, 2001. ISBN 88-464-3019-0.
- Attacco ai diritti. Giustizia, lavoro, cittadinanza sotto il governo Berlusconi, a cura di, Roma-Bari, Laterza, 2003. ISBN 88-420-6926-4.
- Andreotti. La mafia, i processi. Analisi e materiali giudiziari, Torino, Edizioni Gruppo Abele, 2005. ISBN 88-7670-543-0.
- A un cittadino che non crede nella giustizia, con Giancarlo Caselli, Roma-Bari, Laterza, 2005. ISBN 88-420-7636-8.
- Un progetto per la giustizia. Idee e proposte di rinnovamento, a cura di e con Nello Rossi, Milano, Franco Angeli, 2006. ISBN 88-464-7287-X.
- Nuovo dizionario di mafia e di antimafia, a cura di e con Manuela Mareso, Torino, Edizioni Gruppo Abele, 2008. ISBN 978-88-7670-668-4.
- Sistemi criminali e metodo mafioso, a cura di e con Alessandra Dino, Milano, Franco Angeli, 2008. ISBN 978-88-568-0116-3.
- La Costituzione repubblicana. I principi, le libertà, le buone ragioni, a cura di e con Angelo Caputo, Milano, Franco Angeli, 2009. ISBN 978-88-568-0597-0.
- Diritto di welfare. Manuale di cittadinanza e istituzioni sociali, a cura di Massimo Campedelli e Paolo Carrozza, Bologna, Il Mulino, 2010. ISBN 978-88-15-13919-1.
- Giustizia. La parola ai magistrati, a cura di, Roma-Bari, Laterza, 2010. ISBN 978-88-420-9386-2.
- Ben scavato vecchia talpa! Pier Luigi Zanchetta, il diritto i diritti, a cura di, Milano, Franco Angeli, 2012. ISBN 978-88-568-4687-4.
- Non solo un treno... La democrazia alla prova della Val Susa, con Marco Revelli, Torino, Edizioni Gruppo Abele, 2012. ISBN 978-88-6579-026-7.
- Forti con in deboli, Milano, BUR, 2012. ISBN 978-88-17-06030-1.
- Grammatica dell'indignazione, a cura di con Marco Revelli, Torino, Edizioni Gruppo Abele, 2013, ISBN 978-88-6579-075-5
- Come si reprime un movimento: il caso Tav, a cura di, Napoli, Intra Moenia, 2014, ISBN 978-88-95178-96-7
- Prove di paura.Barbari, marginali, ribelli, Torino, Edizioni Gruppo Abele, 2015, ISBN 978-88-6579-092-2
- Il Tribunale permanente dei popoli, le grandi opere e la Valsusa, a cura di, Napoli, Intra Moenia, 2016, ISBN 978-88-7421-174-6
- Io dico no. Modifiche costituzionali e Italicum, con Alessandra Algostino, Luigi Ciotti e Tomaso Montanari, Torino, Edizioni Gruppo Abele, 2016, ISBN, 978-88-6579-115-8